# مسجد جامع زیارتگاه
مسجد جامع زیارتگاه مربوط به دوره قاجار است و در شهرستان شهرضا، بخش مرکزی، دهستان منظریه، روستای زیارتگاه، کنار امامزاده واقع شده و این اثر در تاریخ ۲۶ اسفند ۱۳۸۶ با شمارهٔ ثبت ۲۱۸۳۲ به‌عنوان یکی از آثار ملی ایران به ثبت رسیده است.